# Giovanni Battista Hodierna
Giovanni Battista Hodierna (Odierna), född 13 april 1597 i Ragusa, död 6 augusti 1660 i Palma di Montechiaro, var en italiensk astronom.
Hodierna var präst i Palma di Montechiaro på Sicilien och matematiker hos hertigen av Montechiaro. Han var den förste, som förutberäknade Jupiters månars förmörkelser. Hodierna författade för övrigt åtskilliga arbeten i fysik (särskilt optik) och astronomi.